# Asteroid Terrestrial-impact Last Alert System
ATLAS (z Asteroid Terrestrial-impact Last Alert System) je systém čtyř dalekohledů včasného varování zaměřený především na včasnou detekci menších blízkozemních objektů, primárně planetek. Dalekohledy fungují jako robotická přehlídka oblohy a systém varování před možným dopadem menších těles několik týdnů předtím, než dopadnou na Zemi.
Zpočátku se jednalo o dvě observatoře na Havajských ostrovech. Stavba dalekohledů byla financována ve spolupráci s NASA; postavil je a provozuje Astronomický institut Havajské univerzity. Každou observatoř tvoří 0,5 m dalekohled, jeden na hoře Haleakala (ATLAS-HKO) a druhý na Mauna Loa (ATLAS-MLO); jsou od sebe vzdáleny 160 km.
První z nich začal pozorovat oblohu v roce 2015, druhý v roce 2017. Každý z dalekohledů pozoruje jednu čtvrtinu viditelné oblohy čtyřikrát za jednu noc. To znamená, že za dvě noci prohlédnou celou oblohu.
V roce 2020 získala observatoř od NASA peníze na další dalekohledy na jižní polokouli. Jeden je umístěn na jihoafrické observatoři South African Astronomical Observatory, druhý ve středním Chile na observatoři Rio Hurtado. Po jejich uvedení do provozu se zrychlila schopnost ATLASu prohlédnout celou oblohu za jednu noc a také se rozšířila možnost pozorovat dosud skrytou jižní oblohu.

## Souvislosti
Dopady planetek od pradávna formovaly povrch Země. Dokonce i vznik Měsíce je dnes vysvětlován obří srážkou vznikající Země s tělesem o velikosti asi dnešního Marsu. Také původ vody na Zemi bývá nejčastěji vysvětlován dopady planetek a komet v dávné minulosti. Dopady planetek měly také vliv na vývoj života na Zemi a velká vymírání druhů, kdy nejznámější je asi dopad planetky v oblasti dnešního Mexika (Chicxulub) před 65 miliony let, který je rozhraním mezi obdobím druhohor a třetihor (vymírání na konci křídy). Před 37 miliony let dopadla na Zemi planetka, která vyhloubila kráter Mistastin (dnes jezero na poloostrově Labrador). V místě dopadu dosáhla teplota hodnoty nejméně 2 370 °C, což je nejvyšší známá teplota, které bylo přirozenou cestou na povrchu Země dosaženo.
V dějinách lidstva byly zaznamenány stovky dopadů těles (v mnoha případech explodujících bolidů), z nichž jen malá část způsobila zranění, nebo jiné nebezpečné jevy. Kamenné planetky o průměru 4 metry vstupují do atmosféry Země přibližně jednou za rok. Asteroidy o průměru 7 metrů pak asi jednou za 5 let. Takto velká tělesa při dopadu uvolní přibližně tolik energie, jako výbuch atomové bomby v Hirošimě (přibližně 16 kilotun TNT), z toho asi třetina (5 kilotun) je přeměněna na tlakovou vlnu. Tyto relativně malé planetky většinou explodují vysoko v atmosféře a většina jejich hmoty se přitom vypaří. Odhaduje se, že planetky o průměru 20 metrů zasáhnou Zemi asi dvakrát za století. Nejznámějším takovým případem je tunguzská událost, kdy Zemi zasáhl asi 50 metrový asteroid, a zničeno bylo tisíce kilometrů čtverečných lesa. Štěstím bylo, že tato událost se stala v prakticky neobydlené části sibiřské tajgy v odlehlé části Ruska. Pokud by ke stejné události došlo  nad obydlenými oblastmi, šlo by o velkou, i když lokální, katastrofu. V historii známe pouze jedinou událost, Čeljabinský meteor v roce 2013, kdy došlo k většímu počtu zranění a jedná se také o nejlépe zdokumentovanou událost v historii. Možná ještě větší následky měl dopad tělesa v roce 1490 v oblasti Ch'ing-yang v Číně, ale tento případ je velmi špatně dokumentován. 
Je zřejmé, že v budoucnu nastanou menší události, s vlivem na menší oblasti Země, než globální katastrofy. Fyzik Stephen Hawking ve své poslední knize z roku 2018, Brief Answers to the Big Questions, označil srážku s velkou planetkou za největší nebezpečí pro naši planetu. V dubnu 2018 sdělila organizace B612 Foundation: „Jsme si stoprocentně jisti, že budeme zasaženi planetkou s ničivými účinky, ale bohužel si nejsme stoprocentně jisti, kdy se tak stane“. V červnu 2018 americký National Science and Technology Council upozornil, že USA nejsou připraveny na dopad planetky a vypracoval proto plán a strategii, jak být připraveni (National Near-Earth Object Preparedness Strategy Action Plan Archivováno 17. 12. 2019 na Wayback Machine.).
Větší planetky mohou být detekovány, a umíme určit jejich dráhu, již velmi daleko od Země. Hlavní zásluhy patří projektu Spaceguard, který s mandátem Kongresu USA od roku 2005 katalogizuje na tisíce blízkozemních těles s průměrem nad 1 km. K roku 2017 bylo známo již 97 % z nich. Pro tělesa o velikosti 140 metrů jsme asi tak v jedné třetině a pokračujeme pouze pomalu vpřed. Dobrou zprávou je, že pro tato známá tělesa dokážeme předpovídat riziko srážky na desetiletí dopředu a můžeme tak tyto planetky odklonit z kolizní dráhy. Jsme tedy relativně dobře chráněni před globální katastrofou způsobenou tělesy nad 1 km, ale relativně špatně před lokálními událostmi.
Tělesa s velikostí pod 150 metrů tedy nezpůsobí celosvětovou katastrofu (alespoň ne přímo), ale stále jsou obrovským problémem pro určité malé území, kam dopadnou. Je jich však mnohem více a mohou být detekována, až když se značně přiblíží k Zemi. V mnoha případech se tak děje až když se blíží jejich průlet kolem Země, nebo dokonce až když už nastal a ony se od Země vzdalují. Taková tělesa tedy vyžadují naši velkou pozornost a musíme se snažit je objevit s alespoň týdenním předstihem. Bohužel podle expertů dnes víme, že přípravy mise, která by planetku odklonila z kolizního kurzu, by trvaly nejméně pět roků. Můžeme to sice urychlit, pokud takovou misi předpřipravíme, ale bude vyžadovat dalších několik roků, než taková sonda vůbec k planetce dorazí a odkloní ji alespoň o průměr Země z kolizní dráhy.

## Pojmenování
První část názvu odkazuje na planetky, které by mohly dopadnout na Zemi a v českém prostředí hovoříme o tzv. potenciálně nebezpečných planetkách (PHA). Část názvu Last Alert připomíná, že ATLAS objeví malé planetky sice příliš pozdě, abychom je mohli odklonit z kolizního kurzu, ale snad alespoň dny nebo týdny před samotným dopadem na Zemi, tak abychom mohli danou oblast na dopad připravit nebo evakuovat. Například při dopadu čeljabinského meteoru,  17 m planetky, poblíž ruského Čeljabinsku v roce 2013 způsobilo většinu škod ve výši více než 1 miliardy rublů a 1500 zraněných vysypání skleněných výplní oken způsobené rázovou vlnou. Už v případě varování jen několik hodin předem mohly být tyto následky výrazně sníženy (například lidé mohli otevřít okna a opustit rizikové prostory).

## Detaily
Projekt ATLAS vznikl na Havajské univerzitě za pomoci příspěvku NASA ve výši 5 milionů USD. První přístroj byl spuštěn do provozu koncem roku 2015 a druhý v květnu 2017. V červnu 2017 byly vyměněny Schmidtovy korekční desky obou dalekohledů, čímž se výrazně zlepšila kresba přístroje (blízko k teoretické rozlišovací schopnosti) a zvýšila se citlivost o jednu magnitudu. V srpnu 2018 schválila NASA příspěvek ve výši 3,8 milionu dolarů na vybudování dvou dalekohledů na jižní polokouli. Jeden bude umístěn na Jihoafrické astronomické observatoři, a druhý s největší pravděpodobností v Chile. Toto rozmístění umožní pozorovat také jižní hvězdnou oblohu, mnohem větší pokrytí v čase a také lepší možnosti eliminovat špatné počasí na některém z míst. Větší vzdálenost mezi observatořemi je důležitá i pro možnost využít paralaxu k určení dráhy objektu. V budoucnu se předpokládá, že ATLAS bude tvořen osmi dalekohledy, které umožní plné pokrytí oblohy 24 hodin denně.
V případě, že planetka není příliš úhlově blízko Slunci (což je v současnosti obecně největší problém brzké detekce nebezpečných těles), a díky umístění observatoří nedaleko rovníku, dokáže tato automatická přehlídka poskytnout asi týdenní varování před planetkami o velikosti nad 45 metrů a třítýdenní pro planetky nad 120 metrů. Pro srovnání, Čeljabinský meteor v únoru 2013 měl velikost asi 17 metrů. Navíc jeho směr příletu byl právě jakoby od Slunce a tak by nás před ním nevarovala ani přehlídka oblohy typu ATLAS. Naštěstí, pokud by podobná planetka přiletěla z jiného směru oblohy, který spadá do soumrakové až noční oblohy, potom bychom mohli být varováni minimálně s denním předstihem. 
Protože ATLAS umí identifikovat jakékoli relativně slabé objekty proměnlivé povahy nebo polohy, jsou jím pozorovány i proměnné hvězdy, supernovy, běžné asteroidy, komety a trpasličí planety.

## Vybrané objevy
- 2018 AH, největší asteroid (asi 100 m), který proletěl blízko kolem Země (297 000 km, blíže, než Měsíc) od roku 1971 dne 2. 1. 2018.
- A10bMLz, neznámý objekt kosmického smetí, známý jako „prázdný sáček na odpad“ (empty trash bag object), objevený 25. 1. 2019.
- 2019 MO, přibližně 4m planetka, která explodovala jako bolid nad Karibským mořem jižně od Portorika v červnu 2019
- C/2019 Y4 (ATLAS), kometa, která se může v květnu 2020 stát nejjasnější kometou posledních roků až desetiletí.
- 2024 YR4, planetka o průměru 40 až 90 metrů v prosinci 2024 v Chile.